# 大陸書房
株式会社大陸書房（たいりくしょぼう）は、1967年から1992年まで存在した日本の出版社、映像ソフト会社。
かつての本社は東京都文京区本郷2-3-9で、最終所在地は東京都文京区本郷2-6-4。

## 沿革
双葉社で実話雑誌や秘境本を担当してヒットを飛ばしていた編集者の竹下一郎が、1967年12月、オカルト関係のノンフィクション専門の出版社として設立。社名はムー大陸からとられた。
1968年2月に「失われたムー大陸」を初出版。以後「失われた文明」、「怪奇・奇談」、「UFO」、「神秘・四次元」などのシリーズものを中心に刊行し、1970年代のオカルトブーム、日本の超古代ブームに火をつけた。代表作にジェームズ・チャーチワードの『失われたムー大陸』がある。白地にタイトル・著者がゴシックで示され、テーマを象徴するカラー写真があるだけの単純な装丁に、造本も紙質も安っぽく、原著のタイトルも発行日も記されていなかった。編集者の松岡正剛は、「こんなものが明るい大書店に並んでいいのか」というほどのいかがわしさで、著者の履歴もおよそ不明であるが、一時期書店を席巻していたと述べている。だれもこの「大陸書房現象」を語らないが、寺山修司、澁澤龍彦、荒俣宏、鎌田東二はコレクターだった。
業績は当初から良いとはいえず、1980年代に入ると経営危機が表面化。1986年には創業者が会長職に退き、父親が大陸書房の社主と関係があったという廣済堂出版出身の塚田友宏が社長に就任。新経営陣は漫画雑誌に参入し、数々の雑誌を創刊。さらに打開策として映像ソフト事業への参入を図る。
一般のビデオで1万円を超えるのが普通だった時代に、大陸書房は1987年7月から30分で1800円という値段で書店を通じてセル専用で発売を開始した。書籍の流通ルートを利用し、委託販売方式でビデオソフトを販売するという販売戦略で、後に書店売りビデオとして一般化した手法だが、廉価のセル専用ビデオの可能性を初めて示したのが大陸書房だった。
初年度の1987年度には300万本の売り上げを記録するなど、大きな反響を呼んだ。業績も急回復し、同社はビデオのラインナップを映画の廉価版からアイドルもの、アダルトもの、アニメーション、ハウツーものまで幅広く揃え、ビデオ販売への依存度を高めていく。
しかし、大陸書房の成功を見た笠倉出版社や英知出版などが相次いでセル市場に参入すると、ビデオの売れ行きは伸び悩み、書籍扱いの委託販売方式のために大量の返品を抱え込むようになる。同社ではレンタルビデオ市場に進出するなど、経営多角化を図るが、業績が急激に悪化。
1992年8月には東京地裁に自己破産を申請し、倒産するに至った。倒産原因はビデオの過当競争による伸び悩みと報道され、負債額は97億円余にのぼり、出版界としては当時最大級の経営破綻だった。当時刊行途中だった茅田砂胡の「デルフィニア戦記」、ひかわ玲子の「女戦士エフェラ&ジリオラシリーズ外伝 青い髪のシリーン」などは未完のまま打ち切りになったが、のちに他社から再開された。

## 主な雑誌
- つり情報 - 倒産後、辰巳出版の沖釣り専門誌「つり情報」と主婦と生活社の磯釣り・投げ釣り専門誌「磯・投げ情報」に分かれて移籍。
- 酔
- クロスワード・キング
- コミック・ルージュ
- ホラーハウス
- ファミリーコミック
- コミックチューリップ - 「まんがチューリップ」の題号で「クロスワード・キング」9月号増刊としてB5判で1986年に1号のみ発行の後、同年に題号を改めA5判で創刊、1988年の第18号を以って廃刊
- 小説奇想天外
- MSX Oendan
- コミックJAM
- ネオファンタジー
- 魔女の家books
- PCフォーラム - Vol.8刊行後倒産。スタッフはPC-WAVEに関わる

## ビデオレーベル
- ピラミッド（PYRAMID）
- FOXY
- Galaxy

### ビデオブックス
※1991年時点の主なタイトル。各30分、1800円。
- 必笑！宴会芸裏技入門 一次会編、二次会編
- 高橋五月ゴルフ入門1～4
- 小杉純一プロ指導 ビリヤード入門1～2
- 韓国ガイド1～2
- 西野式呼吸法 由美かおる バイオスパーク1～2
- 世界の愛犬1～4
- 松岡修造テニス入門1～4
- 藤田、黒江の少年野球入門1～3
- パワースキー入門1～4
- 井出名人の麻雀入門1～3
- 大町昭義プロの100を切る実践ゴルフ1～4
- 情熱のアイランドハワイ

### ビデオマガジン
※撮りおろし45分、各2800円
- 月刊財テクビデオ 松本亨の株9月、10月

### アイドルビデオ
※撮りおろし30分、各1800円

### ビデオ映画
※未公開作品、名作シリーズ（各1980円～2200円）
- サンドー/地獄の使者
- 忍者伝説 シナンジュの秘宝
- 悪魔のゴミゴミモンスター
- ガバリン館の惨劇
- ロングウィークエンド
- スクイズゲーム
- 遠い追憶の日々
- ザ.シシリアン
- オペラ座の怪人
- ノートルダムドパリ
- サスペリア
- アンダルシアの犬
- パリの休日来たるべき世界
- ドラマ ダニー・トラビス
- イントレランス
- 嘆きの天使
- 検察官閣下
- チャイナタウン 非情の罠
- ホラー 淫獣の森
- 素顔の裕次郎 名場面集＆プライベートフィルム選
- 裕次郎の欧州駆けある記 ヨーロッパロケの舞台裏
- ルーカーズ 死霊の囁き
- バリ島珍道中
- ローレル＆ハーディ 天国二人道中
- 下宿人
- 江戸っ子金さん捕物帳
- たけくらべ
- 過去を逃れて
- メトロポリス
- 忘れられた人々
- どきどきバンパイアガールズ
- SF 異星人パニック

### ビデオえほん館
※撮りおろし12分、各950円
- 日本おとぎばなし「ももたろう」、「かちかち山」
- 日本おとぎばなし「かぐやひめ」、「さるかにがっせん」
- 日本おとぎばなし「うしわかまる」、「一休さん」
- 世界の名作童話「マッチ売りの少女」、「アラジンと魔法のランプ」
- 世界の名作童話「ピノキオ」
- 世界の名作童話 「フランダースの犬」
- 世界の名作童話 「白雪姫」

### アニメ
※各30分～60分収録、1980円～2980円
- カプリコン
- ドンドラキュラ
- バイオレンスジャンク
- Milky Passion　ミルキィ・パッション
- 女戦士エフェ＆ジーラ グーデの紋章
- 微・笑・女あにめラマ シリーズ
- ミニ四ソルジャーRin! (89年にSEGAからも発売。)
- くりいむレモンジュニア シリーズ（R18指定シーンを除いて再編集をした廉価版）
- くりいむレモン クライマックス全集（R18指定シーンのみを再編集した作品）
- くりいむレモン 大陸書房版（ポニーキャニオン版とほぼ同一の映像原版を使用した廉価版）
- ANGEL（1990年版のみ）
- ピラミッド名作アニメシリーズ ポパイ
- ピラミッド名作アニメシリーズ ベティ・ブープ
- ピラミッド名作アニメシリーズ スーパーマン
- ピラミッド名作アニメシリーズ バックス・バニー
- ピラミッド名作アニメ ガリバー旅行記
- ドン・チャック物語（全13巻、第1話～第26話まで商品化/各60分）
- 星の子チョビン（全3巻、第1話～第6話まで商品化/各60分）
- 星の王子さま プチ・プランス（全13巻、未放映含む全39話を商品化（ただし当時はエンディング映像が発見されていなかったためエンディング部分は全話未収録）/各60分）
- ほえろブンブン（全4巻/各60分）
- ファミリーアニメ館 世界の童話シリーズ（にんぎょ姫、赤ずきん、ヘンゼルとグレーテルなど）

### ビデオマガジン
※各30分～35分、1200円～2200円
- アニメビジョンスペシャルVol.1～Vol.6（ビクター音産版からの引継ぎリリース）
- Gamers Vol.1～Vol.3
- メンズコレクションビデオ「Dig-men」（創刊号のみで廃盤）
- VHS GAMERS  88年

### その他 (後期ピラミッドビデオなど)
- 13階段への道 90年 2500円
- スカイファイターズ 90年
- 世紀のドキュメント大惨禍 90年
- ベニートムッソリーニ
- 太平洋戦争 89年 54分 2200円
- 湾岸戦争兵器 地上戦 91年 2500円
- 最新戦略兵器の全て 91年 2500円
- 世界のヴィンテージカー オールド篇 91年 30分
- 栄光の零戦洋上に散った悲劇の翼 91年 40分 2500円
大陸書房倒産後の92年12月に(株)イメージボックスから同デザインのVHSが発売されている。
- ミラクルバニー 全2巻 88年 30分 1800円
- わんぱく動物ランド 全4巻 89年 25分 1800円
- 宜保愛子霊視の世界 89年 30分 1980円
- 秘密のピーチパイ 全2巻 90年4月 30分 1980円
- エキサイティングスキー 我満が翔ぶ 全2巻 91年 30分2300円
- ノストラダムス驚異の大予言 91年2月 60分 2500円
- 原宿いちご探偵社！91年2月 70分 2115円 (JVDの再販)
- あぶないレースクイーン 91年 30分 1980円
- 美少女ソフトコレクション 91年9月 2500円 30分
- あぶないボディコンエンゼルス 92年3月 30分 2300円
- タイソンザ.ダイナマイト 92年3月 45分 2500円
- アダージオ 92年1月 92分 2500円
のちにビデオ安売王から再販される
- UFO戦慄の事実！92年1月 82.86.83分 2500円 全3巻
- 甦る零戦 VS 連合軍戦闘爆撃機 91年 70分 2500円
- SLの詩 永遠の蒸気機関車 91年 28分 2300円
- 誕生アンフィニRX-7 92年1月 30分 1980円
- 他多数

funkyビデオシリーズ (K.Kタイリク)
- FTV-1 ものまね100連発
- FTV-4 稲川淳二 凍りつく病棟

セクシーコレクション、セクシークイーンシリーズ 1980円〜2500円
- スナイパー潜入！！禁 覗きの世界 89年8月
- 地下フイルム復刻燃えた尼僧 89年
- 覗きの世界 密室のエクスタシー 90年2月
- スチュワーデス彩 初搭乗はらん乱燗 90年4月
- 素人生撮り投稿ビデオ塾 90年4月
- 投稿ビデオマガジン P-TUN 90年4月
- 投稿V倶楽部 90年4月
- エッチな放課後見逃してくれよォ！90年5月
- ぶっとび看護婦いけない診察室 90年5月 30分
- ぶっとび看護婦快感診察室 90年6月 30分
ぶっとび看護婦シリーズはコアラブックス、キャロルキングなどから後に再販された。
- ヘアーサロンは花マン開 90年6月
- セクシーデリバリー おマタせしました 90年7月
- セクシーデリバリー いけない宅配します
- 妖しい下着 90年7月
- 美女折檻緊白白書 90年8月
- 女歯科医物語 みんなヌイてあげる 90年10月
- 挑発ブルマー組 先生もっと教えて 90年11月
- 通学電車 濡れちゃう 91年2月
- 盗撮 揺れる超乳 91年5月 30分
- ドキドキ女体探検 91年6月
- いけない痴漢電車 91年11月

以上全て1980円
- 令嬢縄責め 90年9月 60分 2300円 発売 にっかつビデオ
- 巨乳いかす！90年10月 発売 にっかつビデオ
- 妖しい下着2巻 90年11月 2300円
- 巨乳ベストセレクション91年版 90年12月 60分 2500円
- 痴漢電車奥まで押し込め！90年12月
- 裏稼業－エレクトコール1919 90年12月 2300円 発売にっかつビデオ
- ザ・ONANIE倶楽部 女子大生篇 90年12月 2300円 発売 にっかつビデオ
- 監禁 名器解剖 91年1月 発売 にっかつビデオ
- 痴漢と覗きむき出し下半身 91年2月
- ハイヒール倶楽部 91年3月 2300円
- 妖しい下着4巻 91年4月 2300円
- ためいきI LOVE you 91年7月
- 妖しいランジェリー 91年11月 2600円
- アダージオ 92年1月 92分 2500円
のちにビデオ安売王から再販される
- 巨乳パンパン娘 92年3月 2300円
- ボディコンOL通勤電車 92年7月 2300円
- 痴漢電車 変態裏わざ師 92年7月 2800円
- 美樹あゆみ レイプシャワーボディコン引き裂く 2500円 92年9月 40分
- パープルシャドウ 92年 KKタイリク名義
- 108人のマドンナたち 92年 KKタイリク名義 15244円 50分
- 美乳ナース暴淫棒食 92年 KKタイリク名義

他多数
未発売作品
- あそこからダイオキシン 92年 KKタイリク名義
在庫を引き取った日本ビデオ販売から発売される

にっかつロマンコレクション  2300円
- 秘本袖と袖
- 愛獣悪の華
- 希望ヶ丘夫婦戦争
- 夕ぐれ族
- 性処女ひと夏の経験
- 指を濡らす女
- 宇能鴻一郎の濡れて悶える
- 宇能鴻一郎の濡れて学ぶ
- 宇能鴻一郎のため息
- 宇能鴻一郎の続ため息
- 宇能鴻一郎のあつく湿って
- 宇能鴻一郎の伊豆の踊り子
- 悶絶！！どんでん返し
- 谷崎潤一郎の鍵
- 団地妻雨やどりの情事
- 団地妻昼下がりの誘惑
- 学生妻しのび泣き
- 初夜の海
- 縄地獄
- のけぞる女
- 官能教室愛のテクニック
- ㊙︎女郎市場
- やくざ観音情女仁義
- トルコ行進曲夢の城
- 夜汽車の女
- エロスの誘惑
- 朝はダメよ！
- 赤線玉の井ぬけられます
- 修道院附属女子寮
- 金曜日の寝室
- 四畳半襖の裏張りしのび肌
- ズームアップ暴行白書
- 愛染恭子の未亡人下宿
- イヴの濡れてゆく
- 檻の中の妖精
- 丸茂ジュンの痴女伝説
- 好色演戯濡れ濡れ
- オリオンの殺意より情事の方程式

成人映画傑作全集 2300円
- 日本暴行暗黒史 異常者の血
- 痴漢地下鉄
- 蕾を殺る！
- 女湯女湯女湯
- 新宿マッド
- 痴漢365
- 胎児が密猟するとき
- ゆけゆけ二度目の処女
- おんな地獄唄
- 少女縄化粧
- 濡れた唇しなやかに熱く
- 痴漢電車
- 喜劇女湯騒動

## ライトノベル
- 大陸ノベルス
- 大陸書房ネオファンタジー文庫